# شركة المعارض الفرنسية
شركة المعارض الفرنسية ( française des expositions ) ، التي تأسست في 17 يناير 2018 بموجب مرسوم من الدولة، هي الشركة الفرنسية الرسمية المسؤولة عن تنظيم وتعزيز مشاركة فرنسا في المعرض العالمي والمعارض المتخصصة. 